# بيتر باك (عالم)
بيتر باك (بالماورية: Te Rangi Hīroa ‏) (و. أكتوبر 1877 – 1951 م) هو طبيب، وسياسي، وعالم إنسان، ومدير، ومؤرخ، ومنافس ألعاب قوى، وعالم، وشخصية عامة نيوزيلندي، كان عضوًا في سيجما كاي، والجمعية الأميركية لتقدم العلوم، توفي في هونولولو.

## مناصب
تولى منصب عضو مجلس النواب نيوزيلندا.

## التعليم
تعلم في University of Otago Dunedin School of Medicine ‏، وجامعة أوتاغو.

## جوائز
حصل على جوائز منها:
- وسام النجم القطبي الملكي السويدي
- King George V Silver Jubilee Medal [الإنجليزية]‏
- Hector Medal [الإنجليزية]‏ (1932)
- نيشان الخدمة المتميزة [الإنجليزية]‏
- نيشان القديسان ميخائيل وجرجس من رتبة فارس قائد
- نيشان القديسان ميخائيل وجرجس من رتبة فارس قائد.

## روابط خارجية
- بيتر باك على موقع الموسوعة البريطانية (الإنجليزية)